# Jhon Jairo Romero

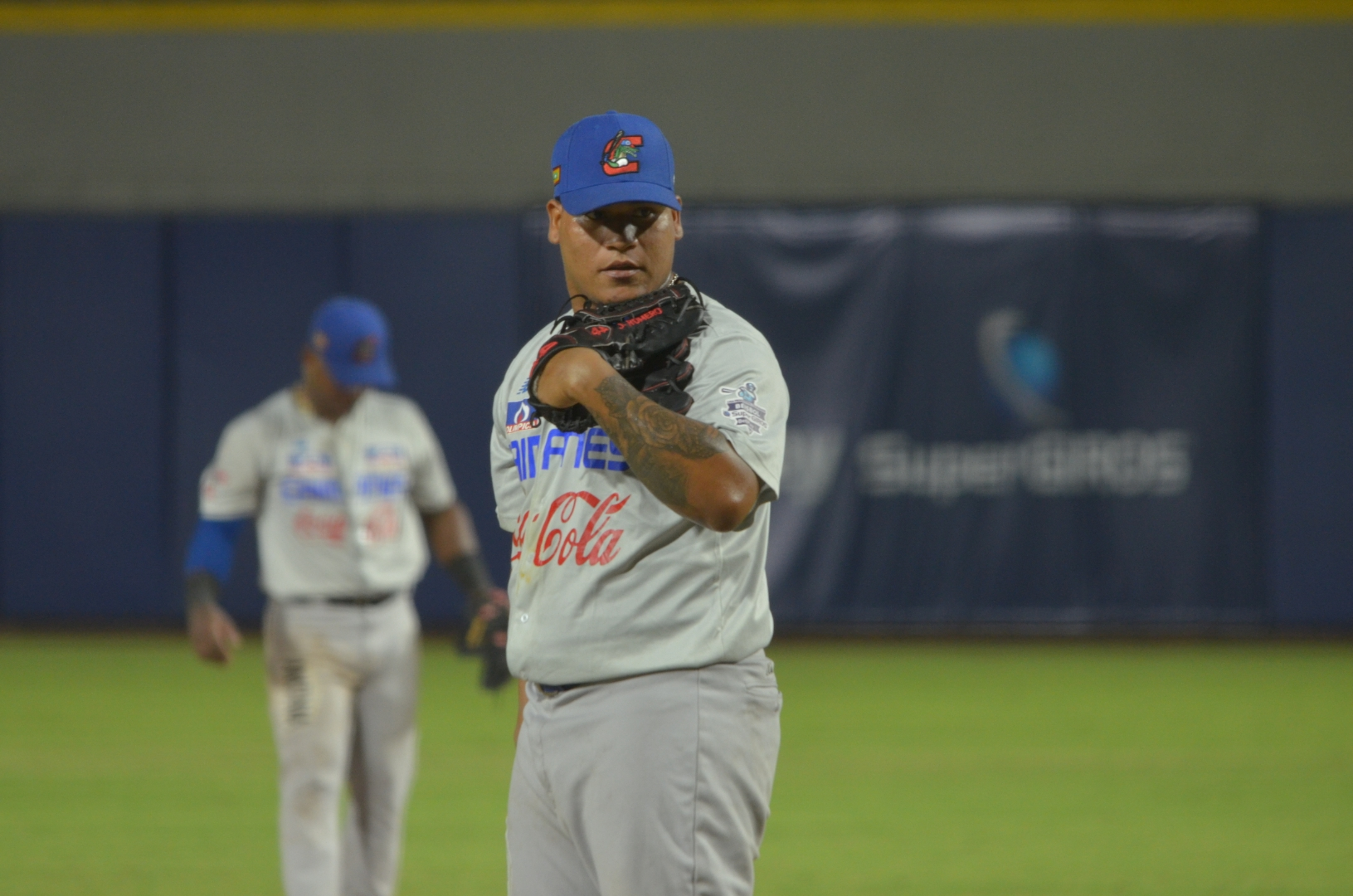
Jhon Romero con Caimanes de Barranquilla.

Jhon Jairo Romero (Cartagena de Indias , 17 de enero de 1995) es un beisbolista colombiano que se desempeña como lanzador.

## Carrera en la MLB

### Cachorros de Chicago (Ligas Menores)
El 13 de mayo de 2015 Romero firma con los Cachorros de Chicago.
El 13 de agosto de ese mismo año es asignado al campamento de desarrollo de peloteros en República Dominicana. 
Para el año 2017 es asignado al equipo Eugene Emeralds de Clase A Corta el 12 de junio y el 19 de julio es asignado a South Bend Cubs de Clase A.
Es cambiado por el lanzador Brandon Kintzler de los Nacionales de Washington el 31 de julio de 2018.
Al momento de su traspaso estaba con el equipo Myrtle Beach Pelicans de Clase A Avanzada. Había estado en 32 juegos con una victoria y dos derrotas y efectividad de 3.27 en carreras limpias permitidas.

### Nacionales de Washington
En el año 2021 lo inició en Doble A con el equipo Harrisburg Senators y fue asignado a Triple A con el equipo Rochester Red Wings el 4 de septiembre.
Es llamado al equipo principal de los Nacionales el 23 de septiembre, tras una destacada actuación el Ligas Menores donde obtuvo una efectividad de 2.62 en carreras limpias permitidas en 38 juegos.
Tuvo su debut en Grandes Ligas el 24 de septiembre frente a Cincinnati Reds.

### Mellizos de Minnesota
Romero fue reclamado de waivers por Minnesota el 21 de marzo de 2022 e hizo parte de los entrenamientos primaverales.
Romero fue puesto en lista de lesionados por tendinitis en el bíceps derecho.

### Guardianes de Cleveland (Ligas Menores)
El 18 de marzo de 2023 firma contrato de liga menor con Cleveland. El 8 de agosto de 2023 es liberado por Columbus Clippers donde actuó en 34 juegos con efectividad de carreras limpias de 4.38 en 48.1 entradas con 56 ponches.

## Números usados en las Grandes Ligas
- 73 Washington Nationals (2021)
- 50 Minnesota Twins (2022)

## Estadísticas en Grandes Ligas
Estas son las estadísticas en Grandes Ligas.
| Año   | Equipo               | Liga | Juegos | W | L | W-L | ERA  | SV | K |
| ----- | -------------------- | ---- | ------ | - | - | --- | ---- | -- | - |
| 2021  | Washington Nationals | NL   | 5      | 0 | 0 |     | 4.50 | 0  | 3 |
| 2022  | Minnesota Twins      | AL   | 4      | 0 | 0 |     | 3.60 | 0  | 6 |
| TOTAL |                      |      | 9      | 0 | 0 |     | 4.00 | 0  | 9 |

## Otras ligas
Equipos en los que actuó en diferentes ligas.
| Equipo                     | Liga                                                   | País                               | Temporada |
| -------------------------- | ------------------------------------------------------ | ---------------------------------- | --------- |
| Toros de Sincelejo         | Liga Profesional de Béisbol Colombiano                 | Bandera de Colombia                | 2017-18   |
| Toros de Sincelejo         | Liga Profesional de Béisbol Colombiano                 | Bandera de Colombia                | 2019-20   |
| Caimanes de Barranquilla   | Liga Profesional de Béisbol Colombiano                 | Bandera de Colombia                | 2020-21   |
| Gigantes del Cibao         | Liga de Béisbol Profesional de la República Dominicana | Bandera de la República Dominicana | 2021-22   |
| Leones de Yucatán          | Liga Mexicana de Béisbol                               | Bandera de México                  | 2024      |
| Rieleros de Aguascalientes | Liga Mexicana de Béisbol                               | Bandera de México                  | 2024      |
| Caimanes de Barranquilla   | Liga Profesional de Béisbol Colombiano                 | Bandera de Colombia                | 2024-25   |
| Leones del Caracas         | Liga Venezolana de Béisbol Profesional                 | Bandera de Venezuela               | 2024-25   |